# Anna Sewell
Pour les articles homonymes, voir Sewell.
Œuvres principales
- Black Beauty

Anna Mary Sewell, plus connue sous le nom d'Anna Sewell, née le 30 mars 1820 à Great Yarmouth dans le Norfolk en Angleterre, et morte le 25 avril 1878 à Old Catton dans le même comté, est une écrivaine anglaise, principalement connue pour son roman, Black Beauty. Elle n'est l'auteure que de ce seul livre, mais ce livre a bouleversé la relation entre les Britanniques et les animaux.

## Biographie

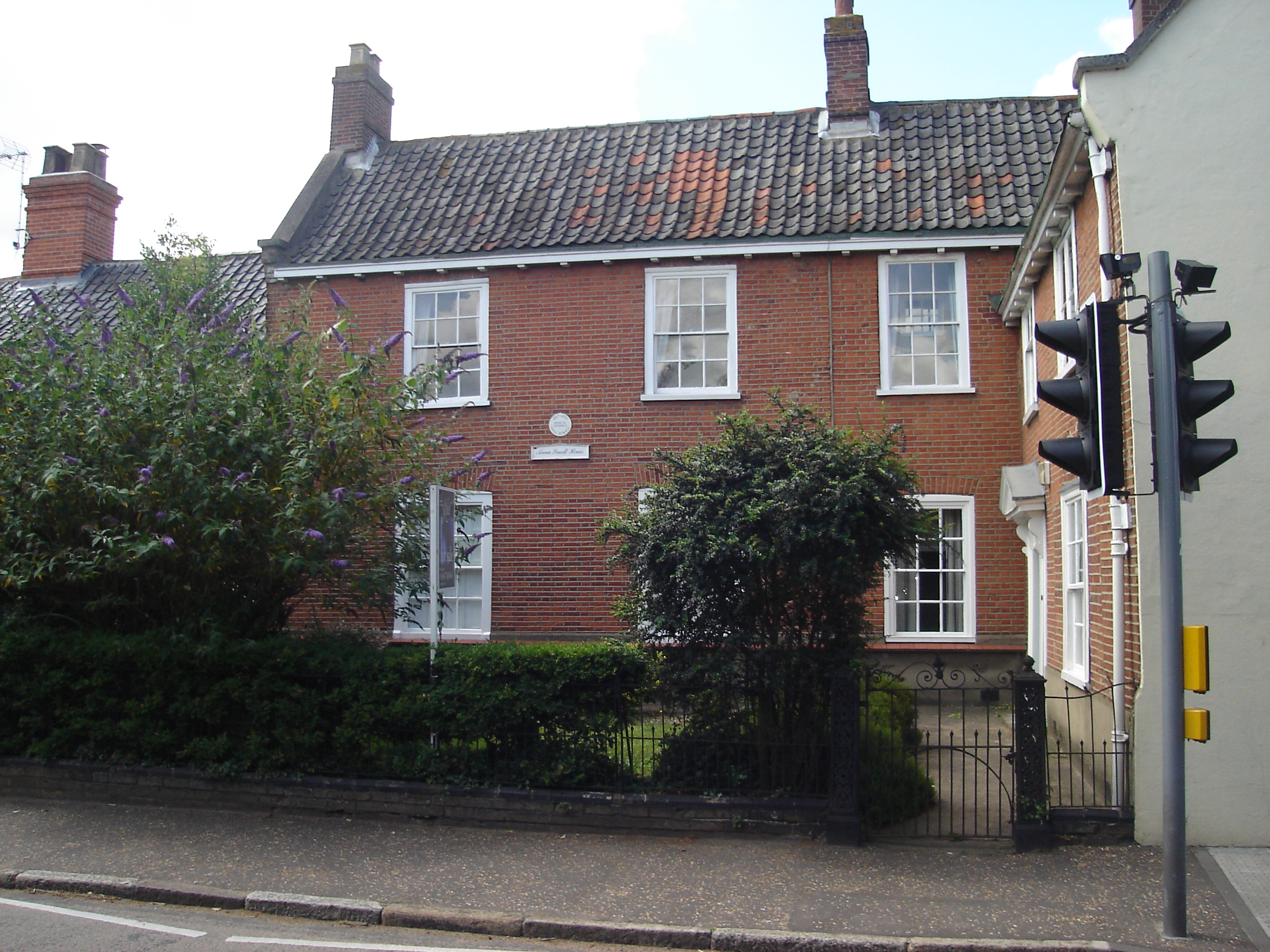
L'ancienne résidence d'Anna Sewell à Old Catton, en Angleterre.

Anna Mary Sewell naît le 30 mars 1820 à Great Yarmouth, dans la région du Norfolk en Angleterre,. Ses parents sont Isaac Philip Sewell (1793-1879) et Mary Wright Sewell (1798-1884). Mary est un auteure de livres pour enfants. Anna a aussi un frère plus jeune, Philip Sewell.
Elle reçoit une éducation très riche et variée, mais ne fréquente pas l'école publique, recevant son éducation à la maison. Alors qu'elle a 12 ans, elle déménage avec sa famille à Stoke Newington, et y est inscrite à l'école publique. Elle glisse accidentellement, peu après, sur la marche d'un escalier de son école, se blessant grièvement aux chevilles. Son père trouve un nouvel emploi à Brighton, sa famille estimant que les conditions climatiques sont défavorables à Stoke Newington, et que le changement de climat aidera Anna à guérir de sa blessure. Malgré cela, elle reçoit peu de traitements, et pour cette raison, n'est plus en mesure de marcher sans l'aide de béquilles. Rester debout plus de quelques secondes lui est difficile. Elle commence à se déplacer en attelage hippomobile et développe un amour des chevaux.
Cherchant à améliorer sa santé en Europe, Sewell rencontre plusieurs écrivains, artistes et philosophes durant ses voyages.
De santé fragile, elle met six ans à écrire son roman Black Beauty (1871-1877). Elle emménage à Old Catton, une ville d'Angleterre, en 1871. Sa santé se détériore toujours. Elle doit passer des jours entiers couchée dans son lit, et écrire devient pour elle un défi. N'étant presque plus capable de tenir une plume, elle demande à sa mère de l'aider, écrivant ses idées sur des bouts de papier, sa mère retranscrivant ensuite le texte.
Black Beauty sort finalement le 24 novembre 1877, édité par Jarrolds. Le livre déclenche une controverse, puisqu'Anna Sewell y dénonce les mauvais traitements infligés aux chevaux d'Angleterre à l'époque. La diffusion de cet ouvrage va favoriser le développement de la Royal Society for the Prevention of Cruelty to Animals.
C'est sa seule œuvre littéraire. Devenue trop faible, Anna Sewell meurt le 25 avril 1878, cinq mois après la publication de son livre,. Elle est inhumée le 30 avril 1878. Elle repose près de Norwich.